# Dosinia subalata
Dosinia subalata is een tweekleppigensoort uit de familie van de Veneridae. De wetenschappelijke naam van de soort is voor het eerst geldig gepubliceerd in 1916 door E. A. Smith.